# Ota B. Kraus

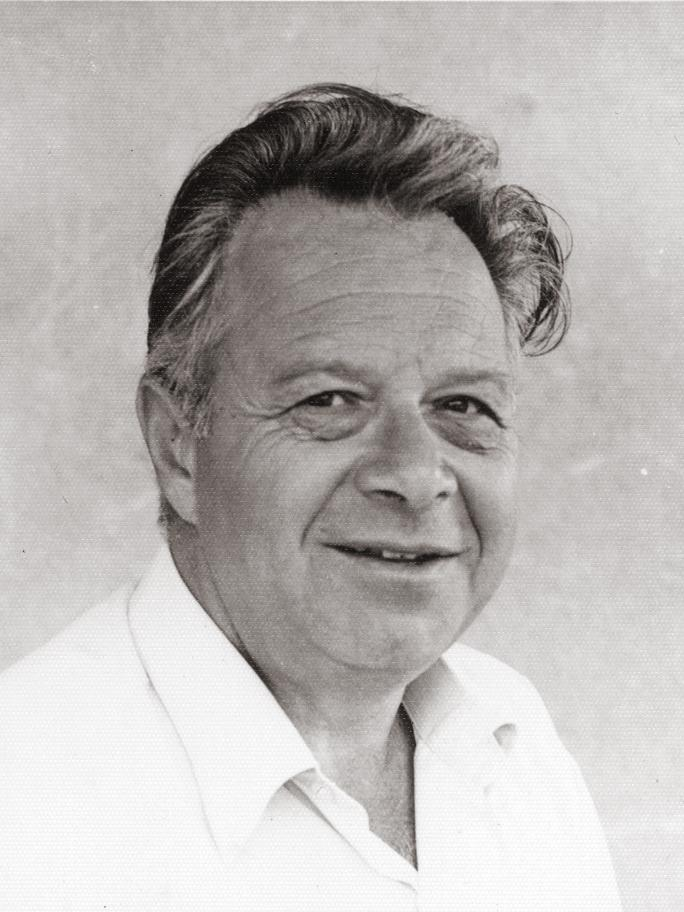
Ota B. Kraus

Ota B. Kraus, auch Otto B. Kraus (* 1. September 1921 in Prag; † 5. Oktober 2000 in Netanja) war ein tschechischer Schriftsteller und Lehrer.

## Leben
Ab 1942 wurde er via Theresienstadt nach Auschwitz und dann nach Schwarzheide deportiert. Zurück in Prag studierte er an der Karls-Universität Literatur und Philosophie und emigrierte 1949 nach Israel, wo er als Englischlehrer und Erzieher im Hadassim-Jugenddorf bei Netanja und als Graphologe wirkte.
Kraus verfasste 1954 die Romane Erde ohne Gott und 1993 Mein Bruder, der Rauch. Er beschreibt hier seine Erlebnisse in Theresienstadt. Die Erzählung Tänzerin auf dem Seil wurde 2000 in der Vierteljahresschrift für Literatur Ravkol veröffentlicht und 1993 Die bemalte Wand.
1947 heiratete er Dita Kraus, mit der er bis zu seinem Tod im Jahr 2000 verheiratet blieb. Auch sie ist eine Überlebende der Konzentrationslager.